# A Clockwork Orange (film)
 For alternative betydninger, se A Clockwork Orange (flertydig). (Se også artikler, som begynder med A Clockwork Orange)
A Clockwork Orange (1971) er en science-fiction-film instrueret af Stanley Kubrick og baseret på Anthony Burgess' roman af samme navn.
Da hans planer om at lave storfilmen Napoleon løb ind i problemer, ledte Kubrick efter et filmprojekt, som han kunne lave hurtigt og med et mindre budget. Det blev til A Clockwork Orange, der muligvis er Kubricks mest kontroversielle og berygtede film, som frem til hans død var forbudt i England.

## Handling
Filmen er en mørk og ofte chokerende udforskning af vold i samfundet, og handler om teenageren og hooliganen Alex DeLarge (spillet af Malcolm McDowell), der lystigt myrder, stjæler og voldtager uden den mindste smule dårlig samvittighed. Han bliver fængslet og gennemgår psykiatrisk behandling, der gør ham ude af stand til at udøve voldelige handlinger. Men behandlingen gør ham også totalt hjælpeløs og ude af stand til selv at træffe moralske valg.

## Temaer
Filmens centrale moralske spørgsmål (som i mange af Burgess 'romaner) er definitionen af "godhed", og om det er fornuftigt at bruge aversionsterapi for at stoppe umoralsk opførsel. Efter aversionsterapi opfører Alex sig som et godt medlem af samfundet, men ikke af eget valg.
Hovedpersonens psykologi har også været til debat; Forfatter Paul Duncan sagde om Alex: "Alex er fortælleren, så vi ser alt fra hans synspunkt, inklusive hans mentale billeder. Implikationen er, at alle billeder, både virkelige og forestillede, er en del af Alex's fantasier."